# イオンギャップ法
イオンギャップ法（イオンギャップほう）とは、火薬の爆速を測定する方法の一種である。
金属線に急激な圧力をかけると電気抵抗が低下する現象を利用して測定を行う方法である。

## 測定機材
- オシロスコープまたはタイムカウンター
- パルス発生回路
- 直径0.3ミリから0.7ミリのエナメル線をより合わせて先端を切断したものを試料となる爆薬に二箇所以上挿入する。